# كايتو كوبو
كايتو كوبو (باليابانية: 久保 海都) (5 نوفمبر 1993 في موريوكا في اليابان – )؛ هو لاعب كرة قدم ياباني سابق كان يلعب كمدافع.

## وصلات خارجية
- كايتو كوبو على موقع رابطة كرة القدم اليابانية للمحترفين (اليابانية)
- كايتو كوبو على موقع قاعدة بيانات كرة القدم.إي يو (الإنجليزية)
- كايتو كوبو على موقع Soccerway.com (الإنجليزية)